# Diócesis de Luena
La diócesis de Luena (en latín: Dioecesis Lvenana y en portugués: Diocese de Luena) es una circunscripción eclesiástica de la Iglesia católica en Angola. Se trata de una diócesis latina, sufragánea de la arquidiócesis de Saurimo. 

## Territorio y organización
La diócesis tiene 223 000 km² y extiende su jurisdicción sobre los fieles católicos de rito latino residentes en la provincia de Moxico.
La sede de la diócesis se encuentra en la ciudad de Luena (llamada Villa Luso hasta 1975), en donde se halla la Catedral de Nuestra Señora de la Asunción.
En 2021 en la diócesis existían 23 parroquias.
Su ordinario es el obispo Martín Lasarte Topolanski

## Historia
La diócesis de Luso fue erigida el 1 de julio de 1963 con la bula Venerabilis Frater del papa Pablo VI, obteniendo el territorio de la diócesis de Silva Porto (hoy diócesis de Kuito-Bié). Originalmente era sufragánea de la arquidiócesis de Luanda.
El 3 de febrero de 1977 pasó a formar parte de la provincia eclesiástica de la arquidiócesis de Huambo.
El 16 de mayo de 1979 asumió su nombre actual en virtud del decreto Cum Excellentissimus de la Congregación para la Evangelización de los Pueblos.
El 12 de abril de 2011 pasó a formar parte de la provincia eclesiástica de la arquidiócesis de Saurimo.

## Estadísticas
Según el Anuario Pontificio 2022 la diócesis tenía a fines de 2021 un total de 130 000 fieles bautizados.
| Año                                                                             | Población            | Población | Población      | Sacerdotes | Sacerdotes    | Sacerdotes    | Bautizados por sacerdote | Diáconos permanentes | Religiosos | Religiosos | Parroquias |
| Año                                                                             | Bautizados católicos | Total     | % de católicos | Total      | Clero secular | Clero regular | Bautizados por sacerdote | Diáconos permanentes | Varones    | Mujeres    | Parroquias |
| ------------------------------------------------------------------------------- | -------------------- | --------- | -------------- | ---------- | ------------- | ------------- | ------------------------ | -------------------- | ---------- | ---------- | ---------- |
| 1969                                                                            | 22 347               | 176 654   | 12.7           | 31         | 1             | 30            | 720                      |                      | 35         | 17         | 11         |
| 1980                                                                            | 39 661               | 251 635   | 15.8           | 4          |               | 4             | 9915                     |                      | 4          | 4          | 12         |
| 1990                                                                            | 48 969               | 260 000   | 18.8           | 7          |               | 7             | 6995                     |                      | 8          | 6          | 12         |
| 1999                                                                            | 55 285               | 322 909   | 17.1           | 11         | 6             | 5             | 5025                     |                      | 8          | 8          | 12         |
| 2000                                                                            | 56 019               | 322 909   | 17.3           | 11         | 6             | 5             | 5092                     |                      | 6          | 9          | 12         |
| 2001                                                                            | 56 894               | 323 784   | 17.6           | 10         | 4             | 6             | 5689                     |                      | 11         | 9          | 12         |
| 2002                                                                            | 56 894               | 323 784   | 17.6           | 10         | 5             | 5             | 5689                     |                      | 10         | 16         | 12         |
| 2003                                                                            | 58 900               | 333 000   | 17.7           | 11         | 4             | 7             | 5354                     |                      | 8          | 16         | 10         |
| 2004                                                                            | 58 900               | 333 000   | 17.7           | 9          | 2             | 7             | 6544                     |                      | 7          | 18         | 13         |
| 2013                                                                            | 75 200               | 429 000   | 17.5           | 27         | 11            | 16            | 2785                     |                      | 18         | 46         | 16         |
| 2016                                                                            | 81 560               | 465 000   | 17.5           | 32         | 15            | 17            | 2548                     |                      | 24         | 49         | 20         |
| 2019                                                                            | 122 350              | 507 000   | 24.1           | 35         | 20            | 15            | 3495                     | 23                   | 49         | 20         |            |
| 2021                                                                            | 130 000              | 539 200   | 24.1           | 37         | 23            | 14            | 3513                     | 21                   | 56         | 23         |            |
| Fuente: Catholic-Hierarchy, que a su vez toma los datos del Anuario Pontificio. |                      |           |                |            |               |               |                          |                      |            |            |            |

## Episcopologio
- Francisco Esteves Dias, O.S.B. † (1 de julio de 1963-13 de abril de 1976 renunció)
- José Próspero da Ascensão Puaty † (3 de febrero de 1977-7 de junio de 2000 renunció)
- Gabriel Mbilingi, C.S.Sp. (7 de junio de 2000-11 de diciembre de 2006 nombrado arzobispo coadjutor de Lubango)
- Jesús Tirso Blanco, S.D.B. † (26 de noviembre de 2007-22 de febrero de 2022 falleció)
- Martín Lasarte Topolanski (1 de julio del 2023-)